# Laguna El Pino
La Laguna El Pino está situada a unos 30 km al sudsudeste de la Ciudad de Guatemala, en los municipios de Santa Cruz Naranjo y Barberena en el departamento de Santa Rosa, Guatemala. Tiene 0,72 km² y una profundidad máxima de 18 m .  El agua de la laguna es utilizada para la pesca de subsistencia, y para fines recreativos, como natación, pesca recreativa, deportes acuáticos y paseos en pequeñas embarcaciones.

## Parque Nacional Laguna El Pino
La laguna, y una parte de sus orillas, fue declarada parque nacional en 1955. El parque cubre un área de 0,73 km², incluyendo la laguna, y está gestionado por el Instituto Nacional de Bosques (INAB) en coordinación con representantes de la población local. 20% de las orillas del lago es propiedad del gobierno y el 80% es propiedad privada.
La vegetación de la laguna se compone principalmente de concentraciones flotantes de jacinto de agua (Eichhornia crassipes), algas submergidas como Elodea canadensis, mientras que en las zonas pantanosas se observa Eleocharis elegans y Scirpus californicus. Las orillas del lago tienen algunas zonas boscosas con especies de Casuarina, Cupressus lusitanica, Inga xalapensis y Pinus. La zona circundante tiene también plantaciones de café.
El parque tiene varias especies de aves acuáticas, incluyendo el zampullín de pico grueso (Podilymbus podiceps), garceta (Bubulcus ibis), polla de agua (Gallinula chloropus), gallareta (Fulica americana) y jacana centroamericana (Jacana spinosa).